# Tuamasaga
Tuamasaga (zkratka TUA) je politický okres (itūmālō) na samojském ostrově Upolu. Má rozlohu 479 km² a přibližně 90 tisíc obyvatel. Je největším okresem na Samoe. Hustota zalidnění je 174 obyvatel/km².

## Geografie
Sahá od jižního pobřeží k severnímu pobřeží ostrova. Hraničí s okresem Atua na východě, s okresem Aʻana na západě, dvěma enklávami okresu Gagaʻemauga a Tichým oceánem na severu a na jihu.

## Seznam sídel
| Sídlo  | Obyvatelé | Poznámky           |
| ------ | --------- | ------------------ |
| Apia   | 36 735    | Hlavní město Samoy |
| Malie  | 2189      |                    |
| Vaiusu | 2 043     |                    |
| Afega  | 1 895     |                    |

## Zajímavosti
V okrese jsou pohřbeni spisovatel Robert Louis Stevenson, který strávil svá poslední léta života na Samoi, a hlava státu Malietoa Tanumafili II.